# Vancouver Granville
Circonscription électorale fédérale du Canada
Vancouver Granville est une circonscription électorale fédérale de la Colombie-Britannique (Canada) située dans la région métropolitaine de Vancouver au sud-ouest de la province. Elle comprend plusieurs quartiers du sud de la ville de Vancouver.
Les circonscriptions limitrophes sont :
- au nord : Vancouver-Centre
- au nord-est : Vancouver-Est
- à l'est : Vancouver Kingsway
- au sud-ouest : Vancouver Fraserview—Burnaby-Sud
- au sud : Richmond-Est—Steveston et Richmond-Centre—Marpole
- à l'ouest : Vancouver Quadra[3].

Lors du redécoupage électoral de 2022, la circonscription s'agrandit au nord sur le territoire de Vancouver-Centre et au sud sur le territoire de l'ancienne circonscription de Vancouver-Sud, mais cède quelques quartiers au sud à Vancouver Quadra et Richmond-Centre—Marpole.

## Députés
| Législature                                                                                        | Années        | Député | Député               | Parti        |
| -------------------------------------------------------------------------------------------------- | ------------- | ------ | -------------------- | ------------ |
| Vancouver Granville Issue de Vancouver-Centre, Vancouver Kingsway, Vancouver Quadra, Vancouver-Sud |               |        |                      |              |
| 42e                                                                                                | 2015–2019     |        | Jody Wilson-Raybould | Libéral      |
| 42e                                                                                                | 2019-2019     |        | Jody Wilson-Raybould | Indépendante |
| 43e                                                                                                | 2019–2021     |        | Jody Wilson-Raybould | Indépendante |
| 44e                                                                                                | 2021–2025     |        | Taleeb Noormohamed   | Libéral      |
| 45e                                                                                                | 2025–en cours |        | Taleeb Noormohamed   | Libéral      |

## Résultats électoraux
Modèle:Élection générale canadienne de 2025 — Vancouver Granville
|       | Candidat             | Parti        | # de voix | % des voix |
|       | Erinn Broshko        | Conservateur | +14 028,  | 26,06 %    |
|       | Jody Wilson-Raybould | Libéral      | +23 643,  | 43,93 %    |
|       | Mira Oreck           | NPD          | +14 462,  | 26,87 %    |
|       | Michael Barkusky     | Vert         | +01 691,  | 3,14 %     |
| Total | Total                | Total        | 53 824    | 100 %      |